# Tuca de Betren
El Tuca de Betren, també coneguda com a Tuc des Molassi és una muntanya de 2.518 metres que es troba entre els municipis de Naut Aran i de Vielha e Mijaran, a la comarca de la Vall d'Aran. Forma part de la Sèrra de Rius.